# Klaus Laubenthal
Klaus Laubenthal (* 13. Dezember 1954 in Aschaffenburg; † 14. Juli 2024) war ein deutscher Rechtswissenschaftler, Kriminologe und Richter.

## Leben
Laubenthal studierte Rechtswissenschaften und Psychologie. Nach den beiden juristischen Staatsexamina war er als Akademischer Rat am Würzburger Lehrstuhl für Kriminologie und Strafrecht tätig. In Würzburg wurde er mit einer Arbeit über Methoden der Gruppenbehandlung im Strafvollzug bei dem Strafrechtler Friedrich-Wilhelm Krause zum Dr. iur. utr. promoviert. Er habilitierte mit einer strafrechtlichen und kriminologischen Arbeit zur schwersten Sanktionsform des deutschen Strafrechts, der lebenslangen Freiheitsstrafe, für die Fächer Strafrecht, Strafprozessrecht und Kriminologie.
1993 erhielt Laubenthal einen Ruf auf die Professur für Strafrecht, Strafprozeßrecht und Kriminologie an der Juristischen Fakultät der Universität Erlangen-Nürnberg. 1997 wechselte er als Ordinarius für Kriminologie und Strafrecht an die Juristische Fakultät der Julius-Maximilians-Universität Würzburg und war Vorstand des Instituts für Strafrecht und Kriminologie. Von 2005 bis 2007 übte er das Amt des Dekans der Juristischen Fakultät in Würzburg aus.
Neben seiner Tätigkeit als Hochschullehrer war Laubenthal von 1997 bis 2001 im zweiten Hauptamt Richter am Landgericht Würzburg. Seit 2001 gehörte er dem Ersten Strafsenat des Oberlandesgerichts Bamberg an. Er war zudem Mitglied der Expertenkommission Gewaltprävention im Strafvollzug Nordrhein-Westfalen. Ab März 2019 war Laubenthal Richter am Bayerischen Obersten Landesgericht.
Laubenthal war Vertrauensdozent der Hanns-Seidel-Stiftung und der Konrad-Adenauer-Stiftung an der Universität Würzburg. Von März 2010 bis 2017 war er Missbrauchsbeauftragter des Bistums Würzburg. Im Februar 2015 wurde Laubenthal vom Bundesministerium der Justiz und für Verbraucherschutz in die Kommission zur Reform des Sexualstrafrechts berufen. Im November 2017 verlieh der Bayerische Staatsminister der Justiz Laubenthal die Medaille für besondere Verdienste um die bayerische Justiz.
Er war Mitglied des Rats für Migration.

## Wirken
Laubenthal publizierte zahlreiche wissenschaftliche Arbeiten im Zusammenhang mit der Vollstreckung strafrechtlicher Sanktionen und dort vor allem im Vollzug stationärer Freiheitsstrafen. Bücher sind erschienen zu kriminologischen und jugendstrafrechtlichen Themenbereichen; zudem behandeln seine Schriften gegen die Person gerichtete Straftaten, insbesondere die Tötungs- und die Sexualdelikte. Laubenthal war Herausgeber der seit 2001 erscheinenden Würzburger Schriften zur Kriminalwissenschaft.

## Publikationen (Auswahl)
- Die Zuweisung zu Wohngruppen und Behandlungsgruppen, 1982.
- Lebenslange Freiheitsstrafe, 1987.
- Jugendgerichtshilfe im Strafverfahren, 1993.
- Strafvollzug, 1995, 8. Auflage 2019.
- Sexualstraftaten.  Die Delikte gegen die sexuelle Selbstbestimmung, 2000, Handbuch Sexualstraftaten. 2012.
- Lexikon der Knastsprache, 2001.
- Fallsammlung zu Kriminologie, Jugendstrafrecht und Strafvollzug, 2002, 6. Auflage 2017.
- Jugendstrafrecht, 2006 (mit Helmut Baier), 3. Auflage 2015 (mit Helmut Baier, Nina Nestler).
- Strafvollstreckung, 2010 (mit Nina Nestler).
- Strafvollzugsgesetze, 12. Auflage 2015 (mit Nina Nestler, Frank Neubacher, Torsten Verrel).